# Ban Kit (Xaysetha)
Ban Kit – wieś położona w południowo-wschodnim Laosie, w prowincji Attapu, w dystrykcie Xaysetha.